# Rokicie (Łódź)
Rokicie – dawna wieś należąca do ekonomii pabianickiej, stanowiącej do 1793 roku własność kanoników kapituły krakowskiej. Obecnie osiedle administracyjne (jednostka pomocnicza gminy) nr 28 oraz obszar SIM w południowo-zachodniej części Łodzi, w dawnej dzielnicy) Górna, zamieszkiwane przez 17 865 osób.

## Położenie
Wieś kapituły katedralnej krakowskiej w powiecie brzezińskim województwa łęczyckiego w końcu XVI wieku. 
Część północno-wschodnia historycznego Rokicia jest obecnie wchłonięta przez zabudowę miejską – osiedla Obywatelska, Nowe Rokicie, część Kuraku. Część południowa to obecnie jedno z popularnych w Łodzi osiedli mieszkaniowych, na którego terenie dominują domki jednorodzinne. 
Z każdym rokiem zwiększa się liczba mieszkańców, determinowana panującą na osiedlu ciszą i spokojem. Znajdująca się tutaj roślinność, okoliczny lasek i mało ruchliwe uliczki, które umożliwiają czynny wypoczynek. Przy zbiegu ulic Zwrotnikowej oraz św. Franciszka powstała ogrodzona siłownia zewnętrzna oraz plac zabaw dla dzieci.
Osiedle znajduje się blisko centrum miasta, do którego można dojechać autobusami linii 63 w kierunku ul.Pabianickiej oraz 77 przez aleję Jana Pawła II do dworca Łódź Fabryczna. Na terenie osiedla znajduje się także przystanek kolejowy Łódź Pabianicka.
Główne drogi wylotowe z osiedla prowadzą przez ul. Nowe Sady do ul. Obywatelskiej oraz przez ul. Zamojską, Prądzyńskiego do ul. Pabianickiej. Uliczki osiedla zostały w 2005 roku skanalizowane, a na niektórych ułożono kostkę brukową, wzorem ul. Piotrkowskiej (ul. Szkoły Orląt, Arabska, Błędowska, Libijska, Kaktusowa, Kawowa). Na terenie osiedla znajduje się sieć sklepików osiedlowych, salon masażu, fryzjer, solarium oraz Szkoła Podstawowa 138 (ul. św. Franciszka 53) z orlikiem i boiskiem do gry w koszykówkę, która od 2018 roku przejęła także budynek po gimnazjum przy Dubois 7/9 i jest jedną z nielicznych szkół dwubudynkowych w Łodzi.
Na wcześniej niezagospodarowanych terenach osiedla powstaje zabudowa wielorodzinna: domy szeregowe na nowo utworzonej ul. Daktylowej, „Lawendowe Osiedle” przy ul. Zamojskiej oraz „Apartamenty nad Jasieniem” przy ul. św. Franciszka.

## Granice
W granicach osiedla administracyjnego Rokicie położone są dwa obszary SIM: Rokicie i Nowe Rokicie.
| granica  | sąsiadujące obszary SIM                                  | ulice lub inne                                      | sąsiadujące osiedla administracyjne              | ulice lub inne                                                                                |
| -------- | -------------------------------------------------------- | --------------------------------------------------- | ------------------------------------------------ | --------------------------------------------------------------------------------------------- |
| północ   | Nowe Sady i Lublinek (Łódź Polesie), Nowe Rokicie, Kurak | Lazurowa, rz. Jasień                                | Stare Polesie i Lublinek-Pienista (Łódź Polesie) | Wróblewskiego, linia kolejowa Łódź Kaliska - Łódź Chojny, Lazurowa, rz. Jasień, Prądzyńskiego |
| wschód   | Ruda Pabianicka                                          | Pabianicka, linia kolejowa Łódź Kaliska-Łódź Chojny | Górniak, Piastów-Kurak                           | Politechniki, Pabianicka                                                                      |
| południe | Chocianowice                                             | Pabianicka rz. Ner                                  | Nad Nerem, Lublinek-Pienista (Łódź Polesie)      | Pabianicka, rz. Ner                                                                           |
| zachód   | Chocianowice                                             | rz. Ner, Prądzyńskiego, rz. Jasień                  | Nad Nerem, Lublinek-Pienista (Łódź Polesie)      | rz. Ner, Prądzyńskiego, rz. Jasień                                                            |

## Historia
Na początku XIX wieku zabudowania wsi Rokicie ciągnęły się wzdłuż obecnej ul. Obywatelskiej, od Rejtana do Laskowickiej, natomiast należące do wsi grunty orne i lasy sięgały na południe do rzeki Olechówki. Od końca XIX wieku wieś ulegała systematycznej urbanizacji. Jej osią była ulica Pabianicka, gdzie powstały pierwsze zakłady przemysłowe:
- w 1874 cegielnia maszynowa i młyn parowy Ottona Krauze przy Pabianickiej 62; obecnie nie istnieje, rejon obecnego ronda Lotników Lwowskich
- ok. 1890 przędzalnia, tkalnia, apretura i farbiarnia wełny Ferdynanda Koeniga przy ul. Pabianickiej 49; ostatnie budynki oraz pomieszczenie kotła z kominem zostały wyburzone w 1965; obszar pomiędzy ul. Tagore a parkiem Sielanka.

Rokicie włączono w granice administracyjne Łodzi w trzech ratach: w 1907, w 1915 oraz 1940/1946.

## Adres Rady Osiedla
Łódź, ul. Cieszkowskiego 7